# Poritia sebethis
Poritia sebethis är en fjärilsart som beskrevs av Jean Baptiste Boisduval. Poritia sebethis ingår i släktet Poritia och familjen juvelvingar. Inga underarter finns listade i Catalogue of Life.